# 관악대로
관악대로(冠岳大路)는 경기도 안양시 만안구 안양동의 안양우체국사거리를 기점으로, 동안구 관양동 인덕원사거리를 종점으로 하는 안양시의 도로로, 명칭은 인근의 관악산에서 유래하였다. 비산대교에서부터 의왕시계에 이르는 관악로의 대부분의 구간은 학의천을 끼고 있는 것이 특징이며, 또한 국가지원지방도 제57호선의 구간에 속해있다. 관양동의 정중앙을 통과하며, 과천선 인덕원역을 경유한다.

## 주요 경유지
- 안양시 만안구
  - 안양동
- 안양시 동안구
  - 비산동 - 관양동

## 같이 보기
- 안양로

- 경수산업도로

- 평촌대로

- 흥안대로